# Danthonioideae
Danthonioideae, potporodica trava čiji je jedini tribus Danthonieae. Ime je dobila po rodu Danthonia

## Opis
Soreng et al. (2015b) prepoznao je pleme Danthonieae sa 17 rodova, dok je Kellogg (2015) tih istih 17 rodova uključio u Danthonioideae bez tribusa. Osim toga, Soreng et al. (2015b) prepoznali su Alloeochaete, Danthonidium i Phaenanthoecium kao incertae sedis u podporodici. Novi rezultati molekularne DNK potvrđuju da je Phaenanthoecium poredan unutar Danthonieae i da je, kao što je ranije spomenuto, Alloeochaete poredan unutar Panicoideae (Teisher et al., u tisku). Phaenanthoecium koestlinii (Hochst. ex A. Rich.) C.E. Hubb. ima karakteristike slične Danthonioideae sa spljoštenim osima umetnutim iz sinusa dvousne leme (Teisher et al., u tisku). U novoj klasifikaciji s dodatkom Phaenanthoecium postoji 18 rodova u Danthonieae i samo Danthonidium ostaje kao incertae sedis unutar potporodice.

## Rodovi
1. Tribus Danthonieae Zotov
  1. Merxmuellera Conert (7 spp.)
  2. Capeochloa H. P. Linder & N. P. Barker (3 spp.)
  3. Geochloa H. P. Linder & N. P. Barker (3 spp.)
  4. Pentameris P. Beauv. (83 spp.)
  5. Chaetobromus Nees (1 sp.)
  6. Pseudopentameris Conert (4 spp.)
  7. Schismus P. Beauv. (5 spp.)
  8. Tribolium Desv. (9 spp.)
  9. Plagiochloa Adamson & Sprague (5 spp.)
  10. Tenaxia N. P. Barker & H. P. Linder (8 spp.)
  11. Phaenanthoecium C. E. Hubb. (1 sp.)
  12. Chimaerochloa H. P. Linder (1 sp.)
  13. Rytidosperma Steud. (76 spp.)
  14. Notochloe Domin (1 sp.)
  15. Plinthanthesis Steud. (3 spp.)
  16. Chionochloa Zotov (25 spp.)
  17. Austroderia N. P. Barker & H. P. Linder (5 spp.)
  18. Cortaderia Stapf (21 spp.)
  19. Danthonia DC. (26 spp.)
2. Tribus Danthonioideae incertae sedis
  1. Danthonidium C. E. Hubb. (1 sp.)